# Birmingham Small Arms Company
La Birmingham Small Arms Company (BSA) era un produttore britannico di veicoli, armi da fuoco ed equipaggiamento militare; la licenza per l'uso del marchio in questi ultimi settori è stato rilevato dalla Gamo, mentre la produzione di veicoli ha avuto termine nel 1973.
Nel massimo della produzione, la BSA è stata la maggior produttrice mondiale di motociclette. Una contrazione delle vendite e scarsi investimenti nella divisione a due ruote, che includevano le Triumph Motorcycles, hanno portato a seri problemi per l'intero gruppo.

## Storia

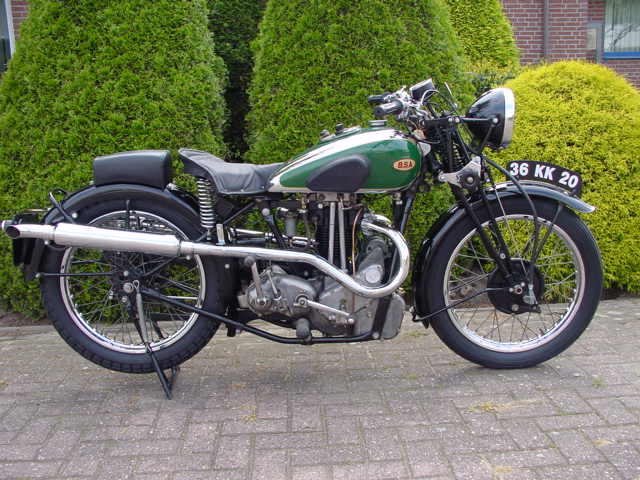
Una "Blue Star" del 1935

La BSA venne fondata nel 1861 a Gun Quarter, Birmingham (Inghilterra) da quattordici costruttori di fucili della Birmingham Small Arms Trade Association che congiuntamente avevano vinto una commessa governativa relativa alla guerra di Crimea. Con il calare della produzione bellica l'impresa affiancò alla produzione di armi la realizzazione di biciclette (1880) mentre il primo prototipo di motocicletta risale al 1903. Il primo prototipo di automobile è del 1907 e verrà venduto l'anno successivo in 150 esemplari. Nel 1909 il catalogo di motociclette comprende diversi modelli e nel 1910 la BSA acquista la British Daimler Company per essere in grado di costruire motori di auto internamente al gruppo.
Durante la prima guerra mondiale la BSA fornì all'esercito britannico armi, motocicli e veicoli vari per sopportare lo sforzo bellico. Passato il conflitto, rilevò (1920) la Airco, azienda aeronautica fallita con la fine delle commesse militari. Le attività aeronautiche, ritenute non interessanti, furono cedute a Geoffrey de Havilland. Il 1919 aveva visto la nascita della BSA Motorcycles Ltd. come sussidiaria del gruppo BSA.
Il 1921 vide il ritorno sul mercato delle automobili BSA, con un modello spinto da un bicilindrico a V, seguito da una quattro cilindri. Dopo una sospensione (tra il 1926 e il 1929) la gamma delle vetture BSA comprendeva vetturette a tre ruote e modelli più grandi a quattro ruote, fino alla definitiva cessazione dell'attività automobilistica nel 1936.
Per quanto riguarda il ramo motociclistico, la gamma all'inizio degli anni trenta comprendeva modelli da 250 a 1000 cm³, tutti a 4 tempi: tra i modelli più importanti si ricorda la Blue Star, monocilindrica a valvole in testa di 250, 350 o 500 cm³ di buone prestazioni, sostituita nel 1938 dalla Gold Star.
Come durante il precedente conflitto, la seconda guerra mondiale vide il gruppo BSA attivo nelle produzioni militari, producendo fucili, pistole, mitragliatrici (come la BSA Besa), autoblindo (come la Dingo) e motociclette (la WM20, 500 cm³ monocilindrica a valvole laterali, prodotta in 126.000 esemplari).

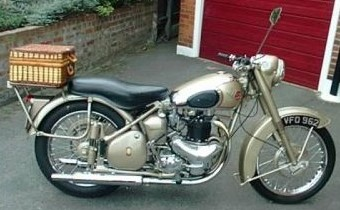
Una "A10 Golden Flash" del 1957

Terminata la guerra, la gamma delle motociclette BSA si allargò con la Bantam, motoleggera fortemente ispirata alla DKW RT 125 (1948), e la A7 500 cm³ (1947), prima bicilindrica della Casa di Birmingham, seguita nel 1950 dalla A10 650 cm³.
Nel 1951 la BSA acquisì la Triumph (e le associate Ariel e New Hudson Cycle Company), diventando così la più grande casa motociclistica del mondo. La gamma BSA a metà anni cinquanta comprendeva oltre alle bicilindriche di 500 e 650 cm³, le Bantam (di 125 e 150 cm³), le C10/C11 250, le "Gold Star" 350 e 500, disponibili sia in versione stradale che da motocross, oltre ai modelli M20, M21 e M33, ideali per il traino di un sidecar.

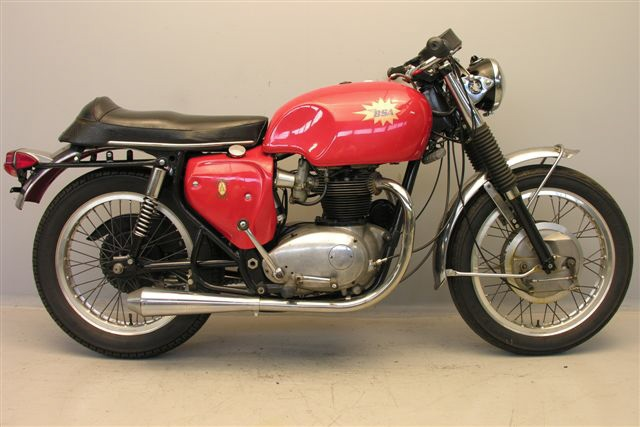
Una "A65 Spitfire" del 1968

Le BSA si dimostrarono valide anche nelle competizioni: il Clubman TT (gara del Tourist Trophy riservata alle moto di serie) vide la vittoria delle BSA dal 1949 al 1956 (solo in 350 dal 1949 al 1954, anche in 500 nel 1955-56), mentre la 200 Miglia di Daytona 1954 vide una storica affermazione della BSA, che riuscì a piazzare cinque moto ai primi cinque posti.
Il 1958 vide l'introduzione della C15 250 cm³, con motore di origine Triumph con il cambio in blocco con il motore, mentre nel 1962 le A50/A65 (anch'esse con cambio in blocco) rimpiazzarono le precedenti A7/A10. Nel frattempo (1960), la Daimler era stata ceduta alla Jaguar.

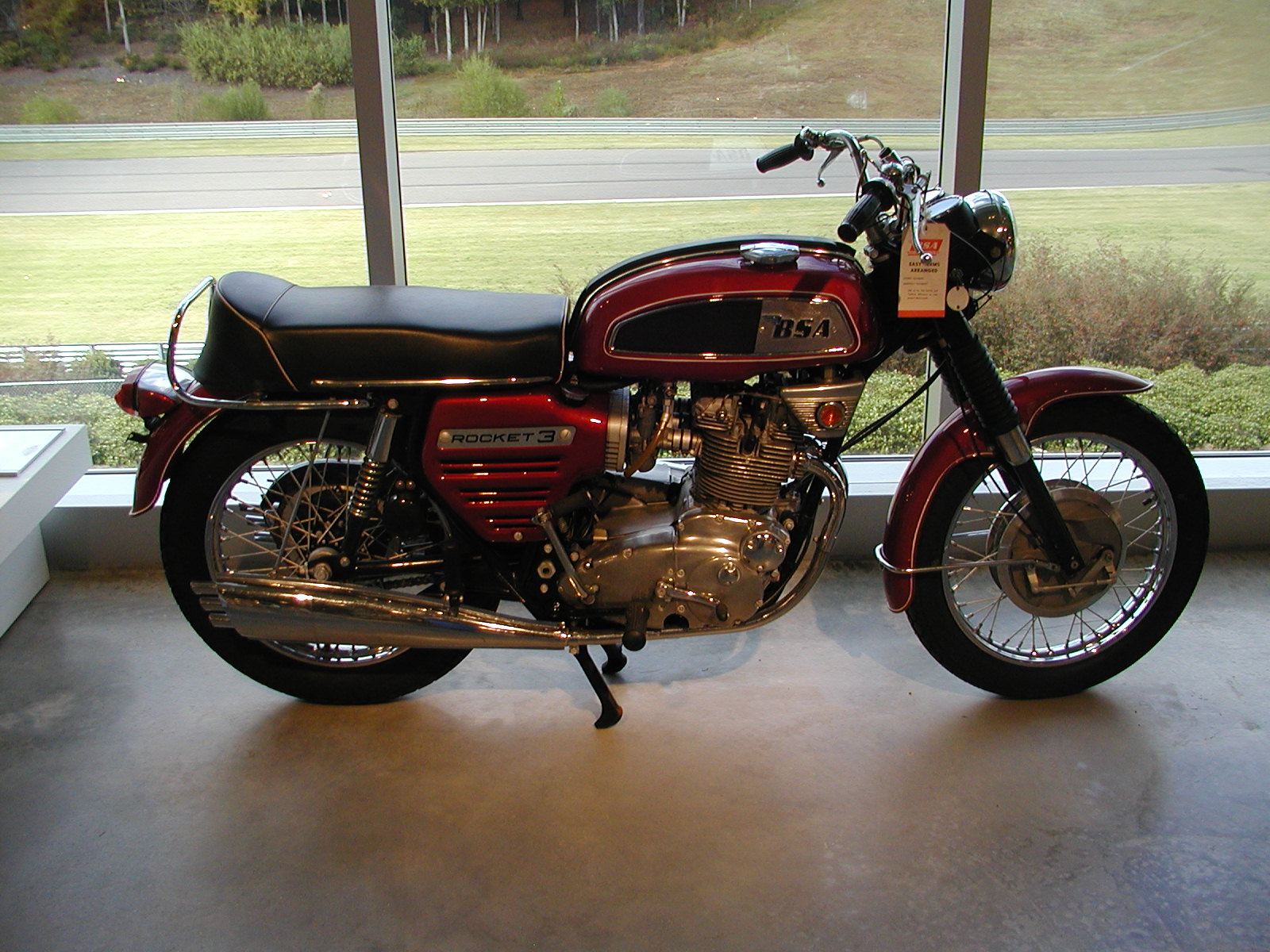
Una "Rocket 3"

Il gruppo BSA-Triumph, durante gli anni sessanta, iniziò a sentire la concorrenza delle Case giapponesi: i loro modelli, infatti, si trovarono progressivamente a non essere più in linea con le richieste del mercato. Alcune decisioni fallimentari, come l'entrata in produzione dell'Ariel 3 (un piccolo e sgraziato ciclomotore a tre ruote), portarono i bilanci del gruppo ad avere pesanti perdite.
L'entrata in produzione della A75 Rocket 3 (1968), una 3 cilindri di 750 cm³ (venduta anche come Triumph Trident) non servì a riportare ossigeno nelle boccheggianti casse del gruppo (nonostante alcune affermazioni sportive, come la 200 Miglia di Daytona 1971); il 1972 segnò la chiusura del gruppo BSA, che fu rilevato dalla Norton; quest'ultima decise di mantenere in vita il solo marchio Triumph.

## Curiosità
A partire dagli anni '90 del XIX secolo le biciclette costruite dalla BSA furono importate e distribuite in Italia, principalmente nelle città di Torino e Milano, dove divennero popolarmente note come "Tre fucili", a causa del logo aziendale.